# Ansai
Ansai (chinesisch 安塞县, Pinyin Ānsāi Xiàn) ist ein Stadtbezirk der bezirksfreien Stadt Yan’an im Norden der chinesischen Provinz Shaanxi. Er verwaltet eine Fläche von 2951,3 Quadratkilometern.

## Geographie
Ansai liegt auf dem Löss-Plateau am Rande der Ordos-Hochebene, 36 Kilometer nördlich von Yan’an oder 280 Kilometer nördlich der Provinzhauptstadt Xi’an. Sein Relief fällt von Nordwesten in Richtung Südosten ab. Das Stadtgebiet liegt auf einer Höhe von 1061 Metern, das von Ansai verwaltete Gebiet liegt auf Höhen zwischen 1012 Metern und 1731 Metern über Normalnull. Die wichtigsten Flüsse sind der Yan He, Dali He, Qingjian He, Xingzi He, Xichuan He, Xiaochuan He, Xiaogou He und Shuangyang He. Das Klima ist kontinental und trocken mit großen Temperaturunterschieden zwischen Winter und Sommer sowie Tag und Nacht. Die Jahresdurchschnittstemperatur liegt bei 8,8 °C bei 157 frostfreien Tagen pro Jahr. Ansai erhält im langjährigen Mittel 505 Millimeter Niederschlag pro Jahr, dafür 2396 Sonnenstunden pro Jahr.

## Bevölkerung
Ansai hat 163.135 Einwohner (Stand: Zensus 2020). Am Ende des Jahres 2012 zählte Ansai eine registrierte Bevölkerung von 191.300 und eine ansässige Bevölkerung von 172.900 Menschen. Die Bevölkerungszählung des Jahres 2000 hatte für den damaligen Kreis Ansai eine Gesamtbevölkerung von 160.771 Personen in 40.680 Haushalten ergeben, davon 85.159 Männer und 75.612 Frauen.

## Administrative Gliederung
Auf Gemeindeebene setzt sich Ansai aus drei Straßenvierteln und acht Großgemeinden zusammen. Diese sind:
- Straßenviertel Zhenwudong (真武洞街道), Jinming (金明街道), Baiping (白坪街道)
- Großgemeinden Zhuanyaowan (砖窑湾镇), Yanhewan (沿河湾镇), Zhaoan (招安镇), Huaziping (化子坪镇), Pingqiao (坪桥镇), Pingqiao (建华镇), Gaoqiao (高桥镇), Liandaowan (镰刀湾镇)[4]

Der Regierungssitz von Ansai liegt im Straßenviertel Zhenwudong.

## Wirtschaft und Verkehr
In Ansai gibt es Vorkommen an Erdöl, Erdgas, Eisenerz, Kalkstein und Gips.
Die Autobahn Baotou–Maoming sowie die Fernstraßen Yan’an-Dingbian und Yan’an-Jingbian führen über das Gebiet von Ansai.

## Kultur
Zu den Kulturdenkmälern von Ansai gehören Reste der Geraden Straße aus der Qin-Dynastie, Ausgrabungsorte aus der Yangshao-Kultur und der Abschnitt der chinesischen Mauer bei Long’an.